# Abell 2744

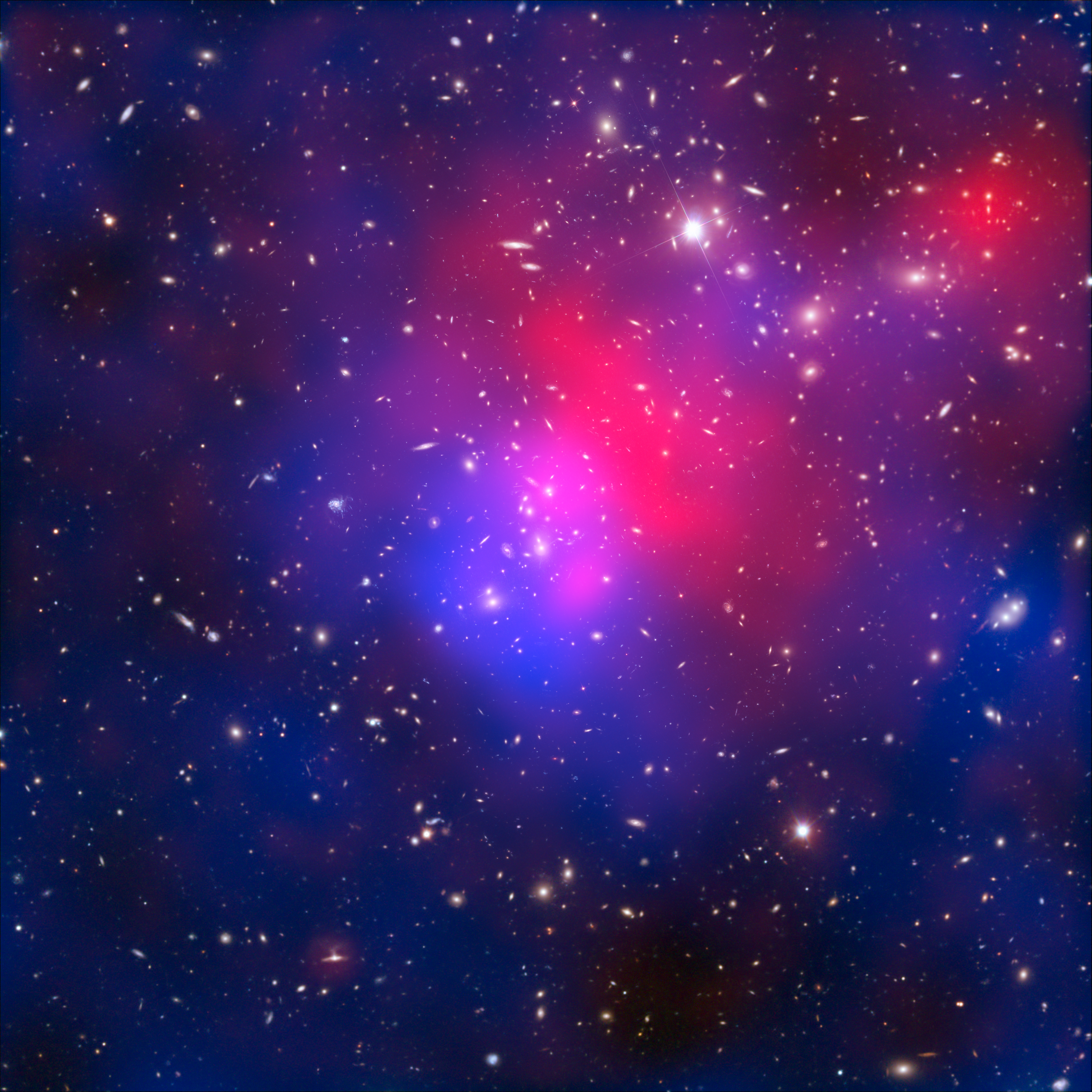

Abell 2744 este un roi gigant de galaxii, cunoscut și sub numele "Roiul Pandora", format din alăturarea a cel puțin patru roiuri de galaxii timp de aproximativ 350 milioane de ani. 
Studierea roiului în cadrul programului Frontier Fields, cu ajutorul telescoapelor spațiale Hubble și Spitzer, a condus la identificarea celei mai vechi galaxii cunoscute. Galaxia Abell2744 Y1 a fost observată așa cum apărea la 650 milioane de ani după Big Bang și este de aproximativ 30 de ori mai mică decât Calea Lactee